# Rohrpostnetze in Frankreich

Pneumatique de Paris: Streckenplan der Pariser Rohrpost 1868

Die Rohrpostnetze in Frankreich entstanden im 19. Jahrhundert.

## Rohrpost Paris
Im Jahr 1866 entstand eine erste Rohrpostlinie zwischen dem Telegrafenamt der Börse und dem nächsten Telegrafenamt am Grand-Hôtel. In den folgenden Jahren wurde diese Verbindung zu einer Einwegeverbindung mit Zwischenstation bei mehreren öffentlichen Telegrafenämtern von der Place de la Bourse zu den Telegrafenämtern in der Rue Jean-Jacques Rousseau, Rue de Rivoli, Rue des Saints-Peres, dem Haupttelegrafenamt (rue de Grenelle), rue Boissy d'Anglas und zurück zum Grand-Hôtel. Schließlich wurde das Netz mit einer direkten Zweiwegeverbindung zwischen der Börse und dem Haupttelegrafenamt ausgebaut. Im Jahre 1879 wurde die Rohrpost per Dekret vom 25. Januar 1879 der breiten Öffentlichkeit zugänglich gemacht. Der öffentliche Rohrpostdienst begann am 1. Mai des gleichen Jahres. Daraufhin entstanden in den kommenden Jahrzehnten viele neue Verbindungen und der Übergang von der 65-mm- zur 80-mm-Röhre im Jahre 1888. In den folgenden Jahren wurde immer neue polygonale Verbindungen zur Erweiterung des Netzes gebaut, das jedoch zunächst innerhalb der Grenzen der 20 Arrondissements von Paris blieb. Erst im Jahre 1914 wurde mit einer Verbindung nach Neuilly das Pariser Rohrpostnetz über die Stadtgrenzen hinaus erweitert. Seine größte Ausdehnung erreichte das Rohrpostnetz von Paris im Jahre 1934 mit 467 km Länge. Nach 1931 gab es erste Versuche, die Sortierung der Rohrposthüllen in den Telegrafenämtern zu automatisieren und damit den Transport weiter zu beschleunigen, da die Telegrafentechnik verbessert wurde.
Ähnlich wie in Algier und in Buenos Aires wurden Teile des Pariser Rohrpostnetzes außerhalb der Stadtgrenzen jedoch nicht durch Röhren, sondern durch Motorradkuriere (stadtauswärts) und Postwagen (stadteinwärts) bedient. Entsprechend wird auf den Rohrpostganzsachen darauf hingewiesen, dass der Rohrpostdienst in den Pariser Nachbardépartements Seine (seit der Gebietsreform 1964: 75 Paris, 77 Seine-et-Marne, 78 Yvelines, 91 Essonne, 92 Hauts-de-Seine, 93 Seine-Saint-Denis, 94 Val-de-Marne, 95 Val-d'Oise) sowie im begrenzten Umfang auch im Département Seine-et-Oise „par facteurs cyclistes spéciaux“ („durch besondere Fahrrad- oder Motorradbriefträger“) besorgt wird. Während die Rohrpost in Paris täglich angenommen und abgetragen wurde, war der Rohrpostdienst im und nach dem Pariser Umland an Sonn- und Feiertagen gänzlich eingestellt.

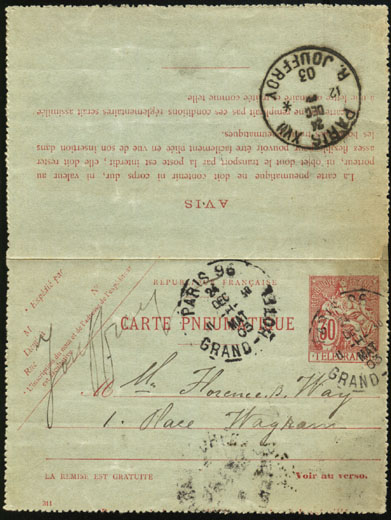
Pneumatique de Paris: Rohrpost-Kartenbrief (carte-[lettre] pneumatique) der französischen Post für die Beförderung in der Rohrpost von Paris herausgegeben. Die Sendung wurde am 24. Dezember 1903 in der Rohrpoststation Grand-Hôtel aufgegeben und erreichte das Bestimmungspostamt nach nur 30 Minuten.

Für den Transport von Postsendungen in der Rohrpost gab die französische Post seit 1. Mai 1879 Postkarten, Umschläge und Kartenbriefe mit eingedrucktem Postwertzeichen in genormten Formaten heraus, welche den Abmessungen der Röhren und den Transporthülsen entsprachen. Zunächst wurden diese Drucksachen mit der Inschrift Télégramme bedruckt, was dafür spricht, dass auch eine gewöhnliche Rohrpostsendung wegen der hohen Transportgeschwindigkeit und der großen Ferne als Telegramm (Fernschreiben) aufgefasst wurde. Im Jahre 1896 wurde die Umbenennung der carte-télégramme in carte pneumatique und des télégramme in carte pneumatique fermée beschlossen. Damit war der mediale Unterschied zwischen einem gemorsten Telegramm und einer geschriebenen Rohrpostsendung auch sprachlich in Rechnung gestellt worden. Seit dem Jahre 1898 sind auch private Umschläge, Karten-Briefe und Postkarten für die Verwendung in der Pariser Rohrpost zugelassen. Der Erfolg der Pariser Rohrpost erklärt sich u. a. dadurch, dass es, obgleich die Sendungen zunächst als Telegramme aufgefasst wurden, keine Beschränkungen hinsichtlich der Wortanzahl gab, die eine Sendung aufweisen durfte.
Mit dem 100. Jahrestag der Pariser Rohrpost, aus dessen Anlass die französische Post die nebenstehende Briefmarke herausgab, zeichnete sich auch bereits ihr nahendes Ende ab, was an dem sinkenden Aufkommen der Rohrpostsendungen abgelesen werden kann.
- 1945: 11.271.228 Sendungen
- 1958:  4.568.456 Sendungen
- 1973:  3.500.000 Sendungen (ca.)

Pneumatique de Paris: Streckenplan der Pariser Rohrpost 1971

Im Jahre 1984 endete in Paris der öffentliche Betrieb; zwischen Ämtern werden allerdings in Paris noch heute Dokumente auf diesem Weg versandt.

## Rohrpost Marseille

Rohrpostganzsache der französischen Post für die Beförderung in der Rohrpost von Marseille herausgegeben. Die Karte wurde am 8. Juli 1914, d. h. in den allerersten Jahren nach Eröffnung der Rohrpost von Marseille bedarfsgebraucht. Im Gegensatz der Pariser Rohrpost wurden hier keine speziellen Rohrpoststempel verwendet.

Im Jahre 1910 wurde die Rohrpost in Marseille eröffnet, kam jedoch niemals der Pariser Rohrpost an Bedeutung auch nur nahe. Soweit bekannt wurde das Rohrpostnetz von Marseille niemals über die Stadtgrenzen hinaus ausgedehnt und umfasste ursprünglich sieben Postämter:
- Hauptpostamt (poste centrale)
- Börse (la Bourse)
- place St. Ferréol
- cours du Prado
- rue des Trois Mages
- allée des Capucines
- rue de la République

Im Jahre 1919 wurde ein 8. Amt hinzugefügt: Gare St.-Charles (ein Bahnhofspostamt). Das Marseiller Rohrpostnetz war damit praktisch niemals größer als das Pariser Rohrpostnetz am Tage seiner Inbetriebnahme für die Öffentlichkeit im Jahre 1879. Auf der abgebildeten Rohrpostganzsache ist durch vorderseitigen Abdruck des Stadtplans von Marseille das Verkehrsgebiet der Rohrpost gekennzeichnet. Der Dienst der Rohrpost von Marseille wurde am 29. Februar 1964 eingestellt.

Mit Postwertzeichen im Werte von 8 Fr. (4 × 2 Fr.) freigemachter Umschlag der Rohrpost in Marseille vom 24. September 1945

Zwischen 1910 und 1938 gab die französische Post Ganzsachen (Umschläge und Kartenbriefe) speziell für den Rohrpostbetrieb von Marseille heraus. Daneben und späterhin war es möglich, Postkarten oder Briefe mit dem entsprechenden Porto freigemacht in Marseille als Rohrpostsendungen aufzugeben. Abgebildet ist ein Umschlag aus dem Jahre 1945, der durch die Rohrpost von Marseille befördert worden ist.

Pariser Rohrpostganzsache im Werte von 100 Fr. mit 25 Fr. Zusatzfrankatur zum Portosatz von 125 Fr. freigemacht und am 28. Dezember 1959 in Marseille befördert. Rückseitig eine typische Eilnachricht in einer Hafenstadt: Ein Seefahrer kann wegen eines Todesfalls in der Familie seinen Posten auf dem am nächsten Morgen auslaufenden Schiff Esterel nicht einnehmen. Die Personalstelle notiert auf dem Unterrand der Nachricht, wer ihn ersetzen soll.

Nach Aufbrauch der Bestände an eigenen Rohrpostganzsachen für Marseille kamen die auch in Paris gebräuchlichen Rohrpostganzsachen zum Einsatz. Offensichtlich war das Rohrpostaufkommen in Marseille bereits so niedrig, dass sich noch nicht einmal mehr der Druck eigener Ganzsachen für Marseille lohnte. Dies führte zu der widersinnigen Erscheinung, dass auf den jetzt in Marseille verwendeten Rohrpostganzsachen ausführliche Anweisungen zu den postalischen Leistungen in der Region von Paris zu lesen waren, über die Verhältnisse und Bedingungen in Marseille jedoch nichts.

## Abstempelungen

Zwei Tagesstempel der Pariser Rohrpost mit 5-Minuteneinstellung, zwischen 1902 und 1930 im Einsatz. (Hier: 22. Oct. 1902 08:35 und 14. Januar 1927 10:25)

Abstempelungen auf Rohrpostsendungen sind ein weiteres Kennzeichnungsmerkmal.
Abstempelungen bei der Rohrpost dienen dem Zweck, genau zu dokumentieren, zu welcher Uhrzeit die Sendung angenommen und gemäß dem Fahrplan weiterbefördert worden ist. Dies war mit den frühen Stempeln, in denen die beweglichen Elemente gesteckt wurden, umständlich. Sobald Stempel mit drehbaren Elementen zum Einsatz kamen, war eine Beschleunigung dieses Vorgangs möglich, sodass zunächst im Abstand von 15 Minuten, dann von 10 Minuten und schließlich im Abstand von 5 Minuten die Uhrzeitgruppe verändert werden konnte. Die minutengenaue Dokumentation der Behandlung der Sendung wurde möglich, als die Stechuhrstempel eingeführt wurden. Hier trieb ein Uhrwerk die Uhrzeitgruppe des Stempels an, wodurch ohne weiteres menschliches Zutun eine zeitgenaue Einstellung des Stempels gewährleistet war.
Stempel mit 5-Minuteneinstellung sind aus Paris bekannt, während in Marseille lediglich die üblichen Tagesstempel verwendet wurden. Rohrpostsendung in Marseille sind somit nur durch das entsprechende Porto, den üblichen Hinweis „pneumatique“ sowie den üblicherweise vom gleichen Tag stammenden vorder- oder rückseitigen Ankunftsstempel des Zustellpostamtes zu erkennen.

## Rohrposttarife in Frankreich

Rohrposttarife in Frankreich von 1879 bis 1973